# Vegyes biatlonváltó a 2022. évi téli olimpiai játékokon
A 2022. évi téli olimpiai játékokon a biatlon vegyes váltó versenyszámát február 5-én rendezték. Az aranyérmet a norvég csapat nyerte. A versenyszámban nem vett részt magyar csapat.

## Eredmények
A verseny 17 órakor (magyar idő szerint 10 órakor) kezdődött. Az időeredmények másodpercben értendők.
| Helyezés | R  | Csapat | Idő                                        | Lövőhiba (F+Á)                           | Hátrány |
| -------- | -- | --- | ------------------------------------------ | ---------------------------------------- | ------- |
| Arany    | 1  | Norvégia (NOR) · Marte Olsbu Røiseland · Tiril Eckhoff · Tarjei Bø · Johannes Thingnes Bø                                      | 1:06:45,6 17:18,6 19:12,6 15:31,1 14:43,3. | 1+6 2+7 0+1 0+0 1+3 2+3 0+0 0+3 0+2 0+1  | –       |
| Ezüst    | 3  | Franciaország (FRA) · Anaïs Chevalier-Bouchet · Julia Simon · Émilien Jacquelin · Quentin Fillon Maillet                       | 1:06:46,5 18:43,7 17:17,7 15:56,3 14:48,8  | 0+5 3+6 0+2 1+3 0+2 0+0 0+0 2+3 0+1 0+0  | +0,9    |
| Bronz    | 5  | Az Orosz Olimpiai Bizottság versenyzői (ROC) · Uljana Nyigmatullina · Krisztyina Rezcova · Alekszandr Loginov · Eduard Latipov | 1:06:47,1 18:16,0 18:46,1 14:38,3 15:06,7  | 0+4 1+9 0+2 0+3 0+1 1+3 0+0 0+2 0+1 0+1  | +1,5    |
| 4.       | 4  | Svédország (SWE) · Hanna Öberg · Elvira Öberg · Martin Ponsiluoma · Sebastian Samuelsson                                       | 1:07:26,6 18:02,6 18:13,8 15:41,1 15:29,1  | 0+7 0+6 0+2 0+1 0+3 0+2 0+0 0+3 0+2 0+0  | +41,0   |
| 5.       | 6  | Németország (GER) · Vanessa Voigt · Denise Herrmann · Benedikt Doll · Philipp Nawrath                                          | 1:07:51,1 19:37,1 18:00,0 15:23,0 14:51,0  | 1+10 1+8 1+3 2+3 0+3 0+3 0+3 0+1 0+1 0+1 | +1:05,5 |
| 6.       | 2  | Fehéroroszország (BLR) · Dzinara Alimbekava · Hanna Sola · Mikita Labastau · Anton Smolski                                     | 1:08:00,2 17:49,8 19:05,0 15:32,8 15:32,6  | 0+6 2+8 0+1 0+1 0+3 2+3 0+0 0+2 0+2 0+2  | +1:14,6 |
| 7.       | 19 | Egyesült Államok (USA) · Susan Dunklee · Clare Egan · Sean Doherty · Paul Schommer                                             | 1:08:58,3 18:52,3 17:38,8 15:27,8 16:59,4  | 1+8 0+4 0+3 0+2 0+1 0+0 1+3 0+2          | +2:12,7 |
| 8.       | 14 | Svájc (SUI) · Amy Baserga · Lena Häcki · Benjamin Weger · Sebastian Stalder                                                    | 1:09:06,0 18:39,9 18:44,0 15:23,8 16:18,3  | 2+6 0+5 1+3 0+1 1+3 0+1 0+0 0+1 0+0 0+2  | +2:20,4 |
| 9.       | 7  | Olaszország (ITA) · Lisa Vittozzi · Dorothea Wierer · Thomas Bormolini · Lukas Hofer                                           | 1:09:25,3 17:35,3 18:30,2 16:23,0 16:56,8. | 0+4 2+10 0+0 0+1 0+1 0+3 0+0 1+3 0+3 1+3 | +2:39,7 |
| 10.      | 11 | Ausztria (AUT) · Julia Schwaiger · Lisa Theresa Hauser · Simon Eder · Felix Leitner                                            | 1:09:44,2 19:25,7 18:41,6 15:49,8 15:47,1  | 1+6 1+7 0+2 1+3 1+3 0+0 0+1 0+3 0+0 0+1  | +2:58,6 |
| 11.      | 8  | Finnország (FIN) · Suvi Minkkinen · Mari Eder · Tero Seppälä · Olli Hiidensalo                                                 | 1:10:06,7 19:24,1 18:14,2 15:12,5 17:15,9  | 1+6 0+6 0+0 0+0 0+2 0+3 0+1 0+0 1+3 0+3  | +3:21,1 |
| 12.      | 9  | Csehország (CZE) · Jessica Jislová · Markéta Davidová · Mikuláš Karlík · Michal Krčmář                                         | 1:10:20,2 18:40,2 18:44,1 17:11,7 15:44,2  | 3+7 1+10 0+3 0+2 2+3 1+3 0+1 0+2 2+3 1+3 | +3:34,6 |
| 13.      | 10 | Ukrajna (UKR) · Valentyna Semerenko · Yuliia Dzhima · Artem Pryma · Dmytro Pidruchnyi                                          | 1:10:21,7 15:44,2 17:50,2 15:45,1 16:00,0  | 3+9 1+6 2+3 1+3 0+0 0+2 0+3 0+1 1+3 0+0  | +3:36,1 |
| 14.      | 18 | Kanada (CAN) · Sarah Beaudry · Emma Lunder · Christian Gow · Scott Gow                                                         | 1:11:12,4 19:48,9 18:48,1 16:30,5 16:04,9  | 0+5 3+12 0+1 0+3 0+1 0+3 0+3 2+3 0+0 1+3 | +4:26,8 |
| 15.      | 12 | Kína (CHN) · Meng Fanqi · Chu Yuanmeng · Yan Xingyuan · Cheng Fangming                                                         | 1:11:28,1 19:15,9 19:46,1 16:20,4 16:05,7  | 0+3 0+9 0+0 0+3 0+3 0+2 0+0 0+2          | +4:42,5 |
| 16.      | 13 | Észtország (EST) · Regina Oja · Tuuli Tomingas · Rene Zahkna · Kristo Siimer                                                   | 1:11:56,5 18:50,6 19:19,0 16:13,1 17:33,8  | 0+8 1+6 0+3 0+1 0+0 1+3 0+2 0+0 0+3 0+2  | +5:10,9 |
| 17.      | 15 | Szlovákia (SVK) · Ivona Fialková · Paulína Fialková · Michal Šíma · Tomáš Sklenárik                                            | lekörözték 19:15,9 19:45,2 lekörözték 0    | 9+9 0+4 3+3 0+3 1+3 0+1 5+3 0            | –       |
| 18.      | 20 | Japán (JPN) · Fuyuko Tachizaki · Sari Maeda · Tsukasa Kobonoki · Kosuke Ozaki                                                  | lekörözték 19:53,9 lekörözték 0            | 0+5 3+6 0+3 0+3 0+2 3+3 0                | –       |
| 19.      | 17 | Bulgária (BUL) · Milena Todorova · Maria Zdravkova · Vladimir Iliev · Dimitar Gerdzhikov                                       | lekörözték 19:38,6 lekörözték 0            | 0+3 3+6 0+2 1+3 0+1 2+3 0                | –       |
| 20.      | 16 | Szlovénia (SLO) · Polona Klemenčič · Živa Klemenčič · Jakov Fak · Miha Dovžan                                                  | lekörözték 19:15,0 lekörözték 0            | 3+4 1+6 0+1 0+3 3+3 1+3 0                | –       |